# Arnold Jonke
Arnold Jonke, född den 25 december 1962 i Gmünd i Österrike, är en österrikisk roddare.
Han tog OS-silver i dubbelsculler i samband med de olympiska roddtävlingarna 1992 i Barcelona.